# A Quenlla (banda)
A Quenlla (la tintorera, especie de tiburón, en gallego) es un grupo de música folk y música tradicional gallega, creado en el año 1984 por varios músicos, entre los que se encontraban Mini y Mero, ex-componentes históricos del grupo Fuxan os Ventos.

El proyecto de A Quenlla nació con la intención de elaborar un estilo próximo al folk y a la música tradicional gallega, pero sin abandonar la temática social y reivindicativa, un aspecto que Fuxan os ventos había venido descuidando. A la formación inicial, de solo tres personas, se fueron sumando distintos músicos, hasta conseguir la decena.

Las letras de A Quenlla se basan en dos fuentes: la música tradicional y los escritores gallegos, siendo muy numerosas en su discografía las adaptaciones de diferentes poemas de Celso Emilio Ferreiro, Manuel María, Darío Xohán Cabana o Xosé Luis Méndez Ferrín, así como la inclusión en los discos de textos recitados.

Otra característica del grupo es una cierta tendencia a hacer discos temáticos, como manera de incidir en un determinado mensaje. Así Európolis '88 es una crítica feroz a la Unión Europea; La casa que nunca tuvimos, una reflexión metafórica sobre Galicia y el amor a la tierra; y Te enamora de la vida, un canto contra los peligros de la droga (este disco fue hecho en colaboración con la Federación Gallega de Asociaciones de Ayuda al Drogodependiente).
En 2010 publicaron Os Irmandiños.
El grupo también ha colaborado numerosas veces poniendo banda sonora a distintos documentales y otras obras videográficas.

## Discografía

### Trabajos
- Os tempos inda non, non son chegados (1986)
- Európolis '88 (1988)
- Máis alá da néboa (1990)
- Terra (álbum da Quenlla)|Terra (1992)
- Nadal en galego: Galicia canta ó neno (1993)
- A casa que nunca tivemos (1996)
- Namórate da vida (1999)
- Silencios na memoria (2004)
- 17 canciones de troula (2007)
- Os Irmandiños (2011)
- 30 anos con A Quella. De amor, dor e loita (2014)[4]
- Desorballando outonos (2014)[5][6]
- Trobador no Camiño (2019)[7]

### Colaboracións e discos colectivos
- Xogando coa música 1 (1997)
- Xogando coa música 2 (1998)
- Chill Out Celta en Galicia (2004)

### Recompilatorios
- As nosas cancións. Vol. 1 (1997)
- As nosas cancións. Vol. 2 (1998)

### Bandas Sonoras
- Galicia: 70 anos de nacionalismo (1988)
- Historia da Lingua Galega (1988)
- Longa noite de pedra (1989)
- Luís Pimentel: máis alá da néboa (1990)
- Patria poética (1991)